# Дуейн Бенджамін Дідон
Дуейн Бенджамін Дідон (11 вересня 1994) — сейшельський плавець.
Учасник Олімпійських Ігор 2008 року.